# Petare
Petare – miasto w północnej Wenezueli, w stanie Miranda, nad rzeką Guaire, w aglomeracji Caracas. Liczy 577 tysięcy mieszkańców. Funkcjonuje tu głównie przemysł papierniczy.

## Historia
Osada została założona w 1621 roku przez hiszpańskich właścicieli ziemskich. Początkowo miała nazwę Dulce Nombre de Jesús de Petare. Z powodu umiejscowienia na żyznym obszarze, osada stała się centrum handlowym produkującym kawę, kakao i trzcinę cukrową. W 1691 roku założono tu pierwszy kościół. Z powodu wojen gangów i zamieszek popadło w ruinę.

## Transport
W mieście znajduje się stacja metra.